# Adaptació a la llum i a la foscor

Espectres d'absorció de les tres fotopsines i de la rodopsina de l'ull humà.

L'adaptació a la llum i a la foscor és una de les funcions que té l'ull per a ajustar la visió a diferents quantitats de llum de l'entorn. L'entrada de llum a la retina està regulada pel múscul anomenat Iris. Durant el dia, quan el nivell d'il·luminació és elevat (visió fotòpica), els cons estan activats i permeten veure els colors dels objectes. Però quan la llum disminueixi, són els bastons, molt més sensibles a la llum, els que s'activen (visió escotòpica) però no podem veure els colors, només diferents rangs de grisos. La transició de visió diürna a la visió nocturna, requereix el procés d'adaptació a la foscor que necessita un temps per a completar-se, mentre que l'adaptació a la llum diürna es produeix ràpidament. L'adaptació a la llum i a la foscor és controlada pels fotoreceptors.

## Cons i bastons
L'ull humà conté dos tipus de cèl·lules fotoreceptores o fotoreceptors: els cons i bastons que són cèl·lules especialitzades, que es troben en la Retina (a la capa més interna de l'Ull) i són responsables de la nostra visió. Es diferencien en el fet que, els cons reben estímuls lluminosos del dia i són responsables dels colors; i els bastons reben estímuls lluminosos de nit o en condicions de poca llum.
Les cèl·lules fotoreceptores o fotoreceptors són les cèl·lules sensibles a l'energia lluminosa (a la Llum) que tradueixen aquest tipus d'energia en activitat elèctrica, un tipus d'energia que el nostre Sistema nerviós pot entendre, a través de la fototransducció.

### Bastons
Els bastons són cèl·lules fotoreceptores especialitzades en la detecció de la intensitat de la llum i responsables de la visió en baixes condicions de lluminositat (funcionen amb aquesta recepció de llum millor que els cons). Reben el seu nom per la seva estructura cilíndrica i estan situats a la retina exceptuant la fòvea, i són els encarregats de la visió perifèrica. Aproximadament hi ha 120 milions de bastons a la retina humana.
Els bastons tenen un petit paper en la visió a color i són bastant sensibles a longituds d'ona que volten els 500 nm, que correspon al color verd, gràcies a la proteïna rodopsina. Són més prims que els cons, els seus segments externs estan formats per discos membranosos aïllats de la membrana plasmàtica (dins d'aquests discs trobarem la rodopsina), i que es renoven constantment. Els bastons es connecten en grup i responen a estímuls generals, però no tenen la capacitat de separar els detalls de la imatge visual.
Són els encarregats de la visió nocturna, o escotòpica, és a dir, són els responsables de la nostra visió quan hi ha poca intensitat lumínica. L'agudesa visual, és a dir, la capacitat que tenen de percebre objectes és baixa. Molts bastons es connecten a una única cèl·lula bipolar, augmentant així la capacitat del cervell per a detectar petites quantitats de llum.

### Cons
Els cons són les cèl·lules neuroepitelials especialitzades en la recepció d'estímuls de llum cromàtica, sensibles a la llum, que estan situades a la retina dels vertebrats en l'anomenada capa de cons i bastons. Els cons varien en nombre de 6 a 7 milions i són més abundants a la regió central, especialment a la fòvea. Reben aquest nom perquè en realitzar sinapsis amb la segona neurona es crea una forma conoide, de con.
En l'espècie humana i en molts altres primats hi ha tres tipus diferents de cons, cada un d'ells sensible de forma selectiva a la llum d'una longitud d'ona determinada; vermella (pic de sensibilitat: 558 nm), verda (pic de sensibilitat: 532 nm) i blava (pic de sensibilitat: 420 nm). Aquesta selectivitat específica es deu a unes substàncies anomenades opsines.
Pel que, aquestes cèl·lules són les responsables de la visió diürna i de la visió en colors (ens donen la percepció del color i el fet de poder diferenciar entre ells). Aquest tipus de fotoreceptors tenen capacitat per a la visió aguda o detallada, és a dir, donen la capacitat a l'ull de percebre els petits detalls en els objectes, i són menys sensibles a la llum que els bastons. La falta d'ells es tradueix en una ceguesa funcional.
Segons l'oftalmòleg JD Solomon; cada un dels cons en la fòvea es connecta amb una cèl·lula ganglionar que va directament al cervell; els cons transmeten a la retina a les cèl·lules bipolars que connecten amb les cèl·lules ganglionars d'on parteix el nervi òptic que envia la informació al cervell.
El con consta de tres regions funcionals:
1. Segment extern; regió especialitzada en la fototransducció, conté la maquinària bioquímica necessària per al cicle visual, on es troba el fotopigment (la conopsina).
2. Segment intern: conté el nucli de la cèl·lula i la majoria de la maquinària biosintètica.
3. Terminal sinàptica: prolongació del segment intern que estableix contacte amb les cèl·lules bipolars i altres interneurones que tenen receptors per a l'àcid glutàmic (glutamat) alliberat pels fotoreceptors.

#### Teoria Tricomàtica de la Visió del Color
Proposada per Thomas Young l'any 1802 i reelaborada per Hermann von Helmholtz l'any 1852, basada en els experiments d'identificació i correspondència de colors realitzats per James Clerk Maxwell. Aquesta postula que «Qualsevol color és el resultat de l'activació de tres tipus de cons», és a dir, sosté que la percepció del color és el resultat de la interacció de tres mecanismes receptors que tenen diferents sensibilitats espectrals, que són sensibles a diferents longituds d'ona.
Thomas Young va dir que l'ull detecta diferents colors perquè conté tres tipus de receptors, cada un d'ells sensible a una única tonalitat de color. Existeixen quatre tipus diferents d'opsina en la retina humana: 1 per a la rodopsina + 3 per a la conopsina. En la conopsina hi ha una opsina per a cada fotopigment dels cons, cada un d'ells més sensibles a la llum d'una determinada longitud d'ona: tenim molts més cons a la retina per al color vermells que pel verd i, posteriorment, el blau. La falta d'aquests provoca Dicromatisme:
- Vermell; cons d'ona llarga - protanopia
- Verd; cons d'ona mitjana - deuteranopia
- Blau; cons d'ona curta - tritanòpsia

El funcionament d'aquesta teoria és el següent: un receptor és sensible al color vermell, un altre al color verd i un tercer al color blau. Les combinacions d'aquests tres colors produeixen tots els colors que som capaços de percebre. Els investigadors suggereixen que som capaços de percebre entre set milions de colors diferents. Els fotoreceptors també tendeixen a tenir diferents nivells de sensibilitat; els receptors blaus són els més sensibles mentre que els receptors vermells són els menys sensibles. Tot i això, la capacitat per a percebre el color requereix una interacció entre almenys dos tipus de fotoreceptors. Aquests tres colors es poden combinar per a formar qualsevol color visible en l'espectre, i és la força dels senyals detectats el que determina com el nostre cervell interpreta els colors en l'ambient.
Des d'un punt de vista evolutiu, la visió tricomàtica sembla aparèixer per a ajudar els nostres antecessors a trobar aliments. Només un petit grup de primats té una visió del color similar a la humana. La visió del groc i el blau ajuda a seleccionar les fruites. La visió del verd i el vermell ajuda a trobar les fulles més fresques, tendres i nutritives.
Aquesta teoria és essencial per al funcionament de molts processos de reproducció del color, com la televisió, la fotografia o la impressió tricromàtica.

## Fototransducció
La Transducció Visual o Fototransducció consisteix en la conversió de l'energia lluminosa en canvis de potencial de membrana (despolarització / hiperpolarització) dels fotoreceptors.
Els pigments visuals (rodopsina en els bastons i conopsina en els cons) són compostos formats per una petita molècula que absorbeix la llum. La rodopsina absorbeix la llum principalment en la longitud d'ona de 500 a 550 nm (groguenca) i està formada per la proteïna opsina i un carotenoide anomenat retinal (aldehid de la Vitamina A).
En un ambient de foscor, el fotopigment Rodopsina (Opsina-Retinal) es manté unit en els bastons, i el fotopigment Conopsina en els cons. Els fotoreceptors tenen canals de sodi (Na+) que són activats directament pel GMPc.
En la foscor, la concentració de GMPc que hi ha en l'interior dels fotoreceptors és suficient per mantenir oberts els canals iònics pel sodi. Donat que la concentració de Na+ és molt major en el medi extracel·lular que en l'interior de la cèl·lula, s'origina una entrada significativa d'ions de sodi a favor de gradient per aquests canals GMP cíclics. Aquest flux d'ions origina un corrent de càrregues positives, anomenada corrent de foscor, que porta el potencial de membrana del fotoreceptor a un valor proper a -40 mV (un valor més positiu que el presentat en repòs per les neurones de -70 mV), conegut com a Despolarització.
La despolarització de la membrana permet l'obertura dels canals de calci per voltatge. L'entrada de l'ió calci (Ca2+), afavorida per gradient electroquímic, permet l'alliberació del neurotransmissor present en els fotoreceptors, el glutamat. En la foscor, els fotoreceptors alliberen contínuament glutamat cap als receptors presents en les cèl·lules bipolars, el NMDA i AMPA. El glutamat s'uneix als receptors NMDA i AMPA en el medi extracel·lular, inhibint la cèl·lula bipolar per hiperpolarització.
En un ambient de llum, l'absorció de llum pels pigments visuals desencadena una sèrie d'esdeveniments intracel·lulars que, finalment, condueixen a un canvi en el flux dels ions a través de canals presents en la membrana dels fotoreceptors, el que alhora modifica el seu potencial de membrana.
L'esdeveniment principal en la transducció visual és l'absorció d'un fotó per la rodopsina, és a dir, la llum és captada per fotopigments que hi ha a la part més externa dels fotoreceptors, la llum és captada per la rodopsina. La unió Opsina-Retinal es trenca a causa de l'entrada de la llum i s'activa l'opsina. Aquest procés dona com a resultat una isomerització molt ràpida de l'11-cis-retinal a la forma todo-trans-retinal, utilitzant l'energia lluminosa. Com ja s'ha mencionat, la rodopsina conté en la seva estructura un retinal. En ser absorbits, els fotons indueixen un canvi conformacional del retinal convertint-lo de la forma 11-cis-retinal (configuració estable) a la forma todo-trans-retinal (configuració més estable). Hi ha una conversió de la rodopsina en metarrodopsina per efecte de la llum.
La rodopsina pertany a la família de proteïnes que poden activar les proteïnes G. Existeix una en particular anomenada Transduccina, en contacte amb la rodopsina. El canvi conformacional de la rodopsina induït per la llum origina l'activació d'aquesta transduccina, que s'uneix a un GTP (trifosfat de guanosina) i es dissocia en dos complexos: una subunitat unida al GTP anomenada a-GTP, i un complex BG.
La subunitat a-GTP de la transduccina s'uneix a la subunitat reguladora de l'enzim Fosfodiesterassa de GMPc. Aquesta unió condueix a l'activació de l'enzim fosfodiesterasa que provoca la degradació dels canals GMP cíclics, és a dir, aquest enzim activat trenca els canals iònics de sodi. Al ja no estar oberts aquests canals, hi ha una disminució significativa de la concentració de Na+ en l'interior del fotoreceptor. Per això, en interrompre's el corrent de foscor, el potencial de membrana del fotoreceptor adquireix valors més negatius, produint una hiperpolarització.
La conseqüència directa d'aquest canvi en el potencial de membrana és el tancament posterior dels canals de Ca2+ i, en disminuir el flux d'ions de calci, els fotoreceptors deixen d'alliberar glutamat. La reducció de l'alliberament de glutamat es tradueix en una reducció de la seva posterior unió amb els receptors NMDA i AMPA.
La cèl·lula bipolar s'activa per despolarització i la posterior activació de les cèl·lules ganglionars, les quals condueixen la informació sinàptica cap al nervi òptic i, a través d'aquest, a les regions corticals.

## Recorregut
El recorregut que es dona des que entra la llum fins que arriba al cervell comença per la pupil·la; la pupil·la projectarà la llum fins a la retina. Aquesta llum passarà als fotoreceptors cons i bastons. Els potencials d'acció generats en les cèl·lules ganglionar són transmesos pel nervi òptic fins al quiasme òptic, on es contralateralizarà la informació. A través del tracte òptic la informació visual arribarà a tres àrees del cervell; el tàlem, el colicle superior i a la regió pretectal, que després arribarà fins al còrtex visual. Així la successió d'esdeveniments de la llum i foscor es transmeten de la retina al cervell com un patró de potencial d'acció, en el que els estímuls lluminosos es representen per activitat elèctrica neuronal i l'absència de llum correspon a períodes en què no s'observen potencials d'acció.

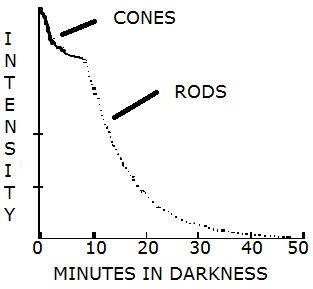
Resposta visual a la foscor. Els cons funcionen amb nivells de llum elevats, i els bastons agafen el relleu de nit.

## Resposta a la llum ambiental
Un mecanisme menor d'adaptació és el reflex de llum pupil·lar, ajustant la quantitat de llum que arriba a la retina de forma ràpida amb un factor de deu. Atès que només comporta una petita fracció de l'adaptació general a la llum, no és té en compte més en aquest lloc.
En resposta a la variància en l'ambient dels nivells de llum, els cons i bastons de l'ull funcionen de forma aïllada i en tàndem per ajustar el sistema visual humà. Els canvis de sensibilitat d'aquests dos fotoreceptors en l'ull són l'aportació més gran en l'adaptació a la foscor de l'ull.

A partir d'un determinat nivell de luminància (al voltant de 0,03 cd/{\displaystyle m^{2}}), el mecanisme del con és involucrat en la visió mediadora: visió fotòpica. Per sota d'aquest nivell, el mecanisme dels bastons entra en acció aportant la visió nocturna: visió escotòpica. El rang entre el qual dos mecanismes estan treballant alhora de forma conjunta s'anomena el rang mesòpic: visió mesòpica. Aquesta adaptació forma les bases de la Teoria de la Duplicitat. 

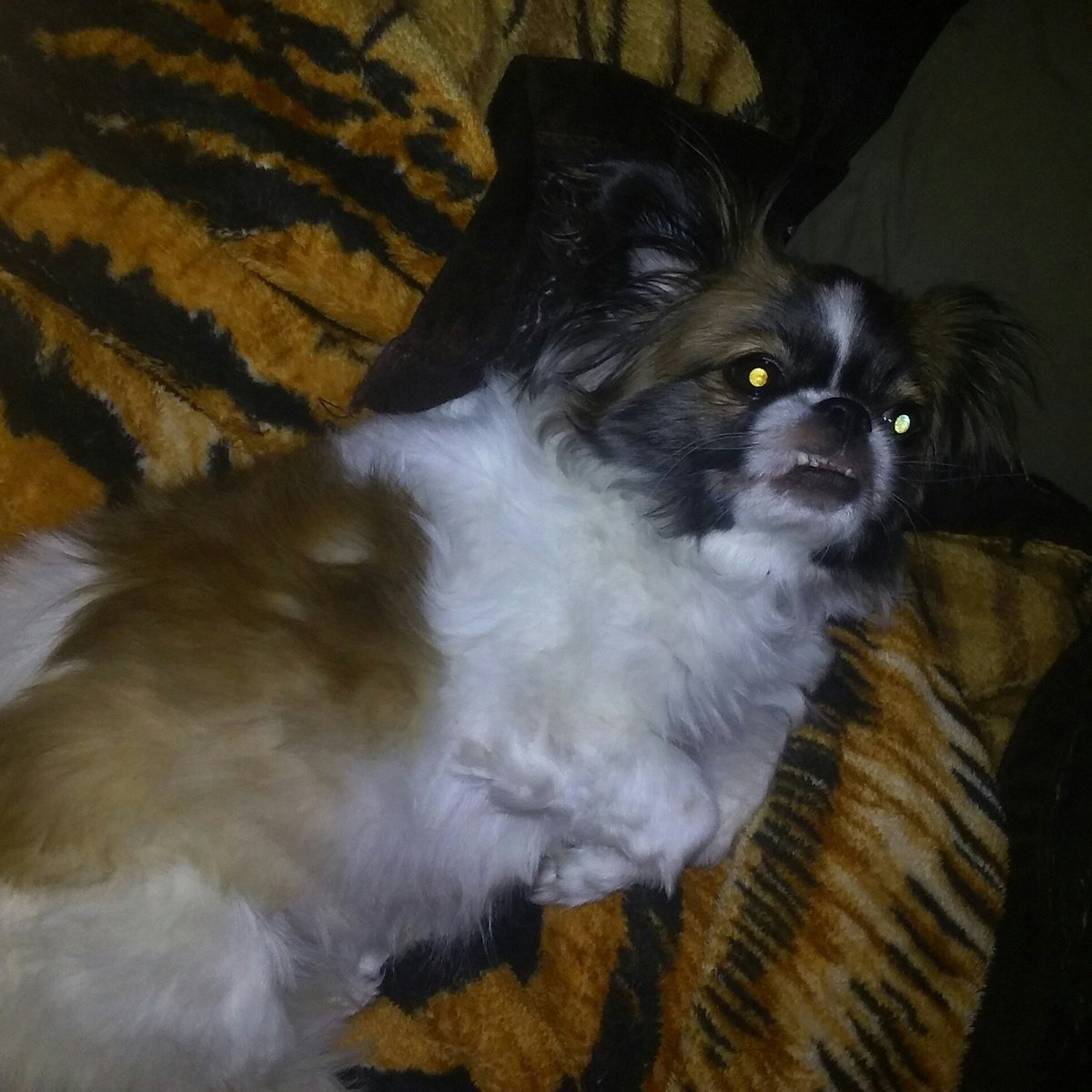
Observem el reflex del flash de la càmera als ulls del gos, concretament al tapetum lucidum

## Avantatges de la visió nocturna
Molts animals, com per exemple gats i gossos, disposen de visió escotòpica, o nocturna, d'alta resolució que els permet distingir objectes en espais poc il·luminats. El tapetum lucidum és una capa situada sota la retina que és responsable d'aquesta visió nocturna en animals vertebrats, ja que causa el reflex de la llum a través de la retina i així deixant les cèl·lules fotoreceptores a una major exposició de llum. La major part d'aquests animals que posseeixen tapetum lucidum són nocturns. Els humans, igual que els primats, no disposem d'aquesta capa pigmentada. Llavors estem predisposats a una visió fotòpica, o diürna.
No obstant la visió nocturna humana ens proposa uns pocs avantatges, com per exemple el fet que en un cas d'emergència durant la nit, podem augmentar les possibilitats de supervivència si podem percebre el nostre entorn. Aquest exemple el podem utilitzar per justificar el perquè els humans no van perdre en totalitat la capacitat de veure a la foscor.

## Adaptació

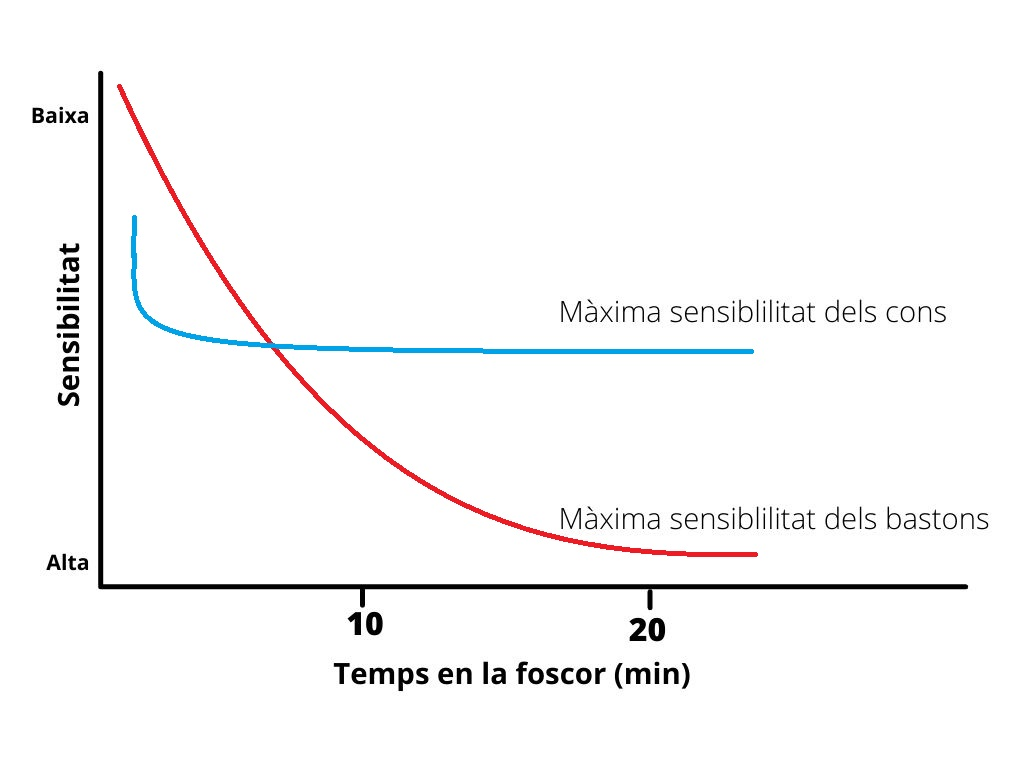
Com podem observar els cons adquireixen la màxima sensibilitat molt abans que els cons. Això és degut al fet que els pigments visual dels cons es generen molt més ràpid que els dels bastons

L'ull humà pot funcionar des de nivells de llum molt baixos fins nivells de llum molt alts. Triga aproximadament entre uns 20 i 30 minuts en adaptar-se totalment de la llum solar fins a la foscor total i es torna de 10.000 fins a 1.000.000 vegades més sensible que a plena llum del dia. En aquest procés, la percepció del color canvia, aquest procediment s'anomena efecte Purkinje, que és la tendència que té l'ull de desplaçar-se cap a l'extrem blau, de l'espectre de colors, a baixos nivells d'il·luminació. Però contràriament l'ull triga aproximadament uns 5 minuts en adaptar-se de la foscor a la llum solar. Això és degut al fet que els cons aconsegueixen la màxima sensibilitat, quan tenen un primer contacte amb la foscor, en els 5 primers minuts i els bastons adquireixen la màxima sensibilitat passats uns 20 minuts aproximats.
Quan entrem en un cinema, on les llums estan apagades, el més probable és que no veiem gairebé res, ja que en aquell moment els cons seran pràcticament insensibles a la llum.

### Adaptació a la llum
Quan passem d'un lloc fosc a un lloc lluminós es duu a terme el següent procés: la pupil·la es contrau, el seu diàmetre és proporcionalment invers a la intensitat de la llum que es capta. La retina té un augment en el llindar d'excitabilitat (es necessitarà una intensitat major de llum perquè es produeixi un canvi). En augmentar el llindar d'excitació, la sensibilitat de la retina disminueix. Finalment, es destrueixen els pigments dels bastons (la rodopsina), es generen els pigments dels cons (conopsines) i la retina es torna un entorn àcid.
Amb l'adaptació a la llum, l'ull ha d'adaptar-se ràpid a la il·luminació de fons per a ser capaç de distingir entre objectes en aquest respectiu fons. El procés té lloc durant un període de cinc minuts.
La reacció fotoquímica és:
{\displaystyle {\ce {Rodopsina <=> Retinal + Opsina}}}

#### Llindar d'increment

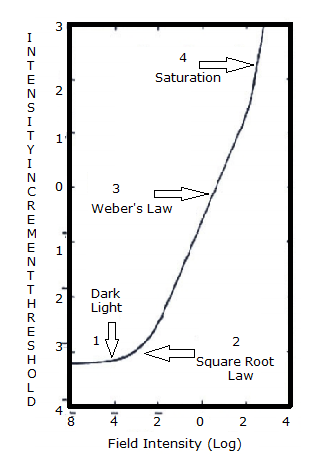
Esquema de la corba de llindar d'increment del sistema de barres.

Utilitzant experiments de llindar d'increment, l'adaptació a la llum pot ser mesurada clínicament. En un experiment de llindar d'increment, es presenta un estímul de prova sobre un fons de certa luminància, aquest estímul es va incrementant fins que s'arriba al llindar de detecció de segon pla. Un llindar monofàsic o bifàsic versus la corba TVI d'intensitat s'obté mitjançant aquest mètode tant per cons com per bastons.
Quan la corba d'un llindar d'un sol sistema es pren de forma aïllada, podem observar que conté quatre faccions:
1. Llum negre: el llindar en aquesta porció de la corba TVI és determinat pel nivell de llum/foscor. La sensibilitat està limitada pel soroll neural. El camp de fons és relativament baix i no afecta significativament el llindar.
2. Llei de l'arrel quadrada: aquesta part de la corba està limitada per la fluctuació quantal del fons. El sistema visual, generalment, es compara amb una constricció teòrica anomenada detector de la llum ideal. Per a detectar l'estímul, l'estímul ha de superar, de forma significativa, les fluctuacions del fons (el soroll).
3. Llei de Weber: el llindar augmenta amb la luminància del fons proporcional a l'arrel quadrada del fons.[15]
4. Saturació: en la saturació, el sistema de barres no aconsegueix detectar l'estímul. Aquesta secció de la corba es produeix per al mecanisme dels cons sota nivell de fons elevats.

### Adaptació a la foscor
La fototransducció comença amb la isomerització del cromòfor del pigment d'11-cis a retinal tot-trans. Després es dissocia en opsina i retinal tot-trans.
L'adaptació a la foscor dels bastons i els cons requereix la regeneració del pigment visual de l'opsina i l'11-cis retinal. Per tant, el temps que cal per a l'adaptació a la foscor i la regeneració del pigment ve donat per la concentració local d'11-cis retinal i la velocitat a la qual s'administra l'opsina. La disminució de l'entrada de ions de calci (Ca2+) a conseqüència del tancament del canal provoca la fosforilació de la metarrodopsina II i accelera la inactivació cis-retinal a trans-retinal. La regeneració dels fotopigments es produeix durant l'adaptació a la foscor. Els bastons en ser més sensibles a la llum triguen molt més a adaptar-se per complet que els cons.
La sensibilitat de la via dels bastons millora considerablement al voltant dels 5 a 10 minuts en la foscor. S'han fet servir proves de color per determinar el moment en què el sistema del bastó domina; quan aquest sistema domina, les taques de color es transformen en incolores, ja que només la via dels cons és l'encarregada de codificar els colors.
Hi ha tres factors que afecten la velocitat a la qual el sistema del bastó domina: 
- Intensitat i duració de la llum de preadaptació: en augmentar els nivells de llum de preadaptació, s'allarga la duració del domini del mecanisme del con, mentre que el canvi al mecanisme del bastó s'alenteix. El llindar absolut triga més a arribar-se.
- Mida i ubicació en la retina: la ubicació afecta la corba d'adaptació a l'obscuritat a causa de la distribució dels cons i bastons a la retina.
- Longitud d'ona de la llum de llindar: la variació de longitud d'ones també afecta la corba d'adaptació a la foscor. Longituds d'ona llarga (com el vermell) creen absència del trencament bastó/con, ja que aquestes cèl·lules receptores tenen sensibilitats similars a la llum d'ona llarga, però, en canvi, longituds d'ona curta aquest trencament és més elevat perquè els bastons, un cop que s'han adaptat a la foscor, són molt més sensibles que els cons.

### Senyalització intracel·lular
El calci redueix l'afinitat dels canals de GMPc a través de la proteïna calmoduilna. Una disminució dels nivells de calci, quan els canals de Na+ regulats per GMPc es tanquen, activa la guanilat ciclasa, que augmenta la producció de GMPc i també augmenta l'afinitat dels canals GMPc per a potenciar l'obertura dels canals de Na+. La disminució de la concentració de ions de calci també inhibeix l'activació de la fosfodiesterasa per a alentir la hidròlisi del GMPc i augmenta la quantitat de GMPc. Això ens permet que la cèl·lula fotoreceptora es torni a hiperpolaritzar en resposta a canvis en el nivell d'il·luminació.

### Inhibició
La inhibició per neurones també afecta l'activació en la sinapsi. Juntament amb el blanqueig d'un pigment de bastó o con, s'inhibeix la fusió de senyals en les cèl·lules ganglionars, el que fa que es redueixi la convergència.
L'adaptació alfa, és a dir, les fluctuacions ràpides de la sensibilitat, està impulsada pel control nerviós. La fusió de senyals en funció de les cèl·lules ganglionars difuses, com les cèl·lules horitzontals i amsacrines, concedeixen un efecte acumulatiu. Aquesta àrea d'estimulació es inversament proporcional a la intensitat de la llum.
Amb llum prou potent, la convergència és baixa, però durant l'adaptació a la foscor, la convergència dels senyals dels bastons augmenta. Això no és degut a canvis estructurals, sinó a una possible interrupció de la inhibició que atura la convergència de missatges amb llum potent. Si només un ull està obert, l'ull tancat s'ha d'adaptar per separat al reobrir-se per a coincidir amb l'ull ja adaptat.

## Acceleració de l'adaptació a la foscor

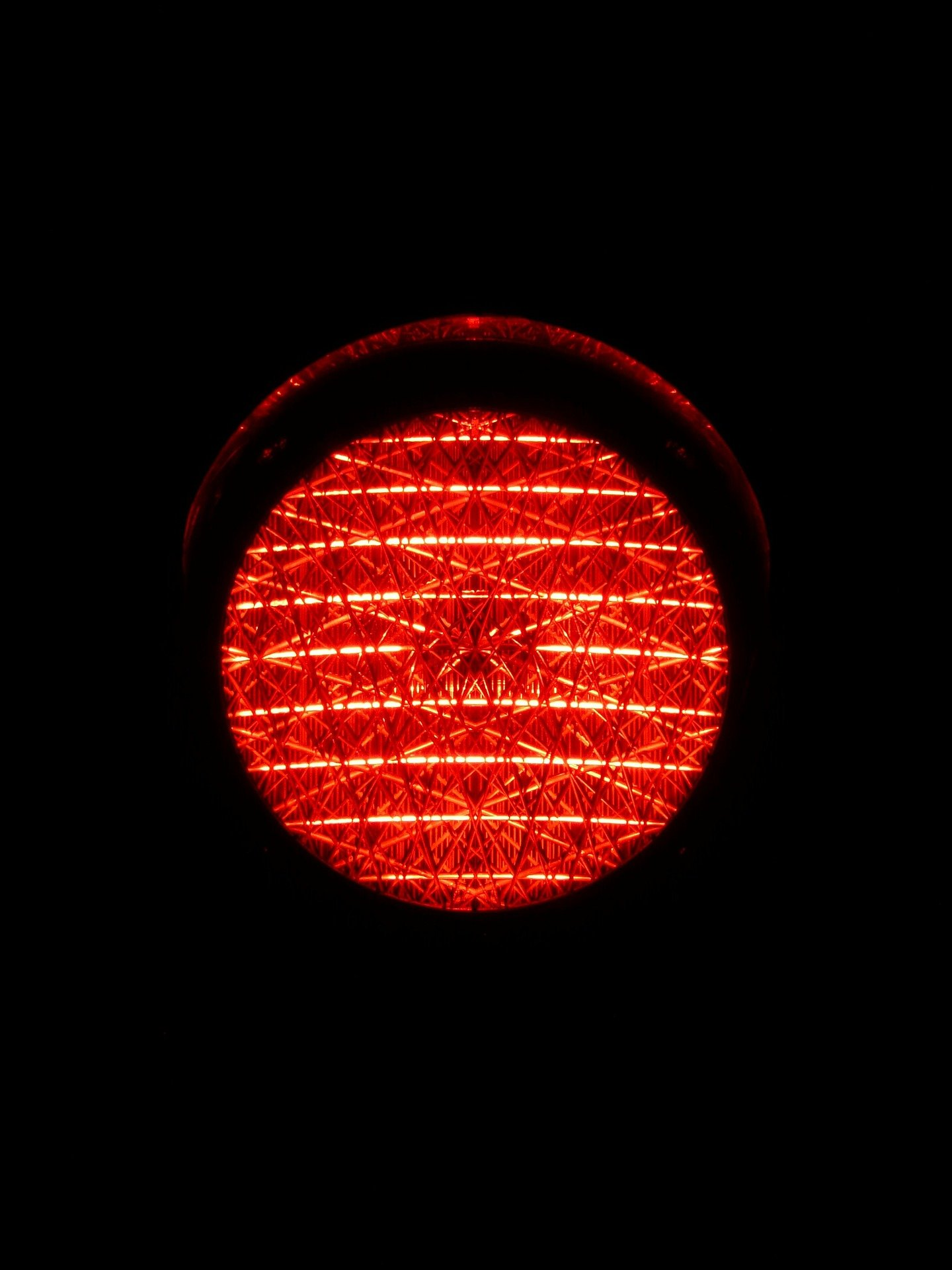
Llum vermella.

Existeixen mètodes diferents que demostren que augmenta la velocitat a la qual la visió es pot adaptar a la foscor.

### Llum vermell i lents

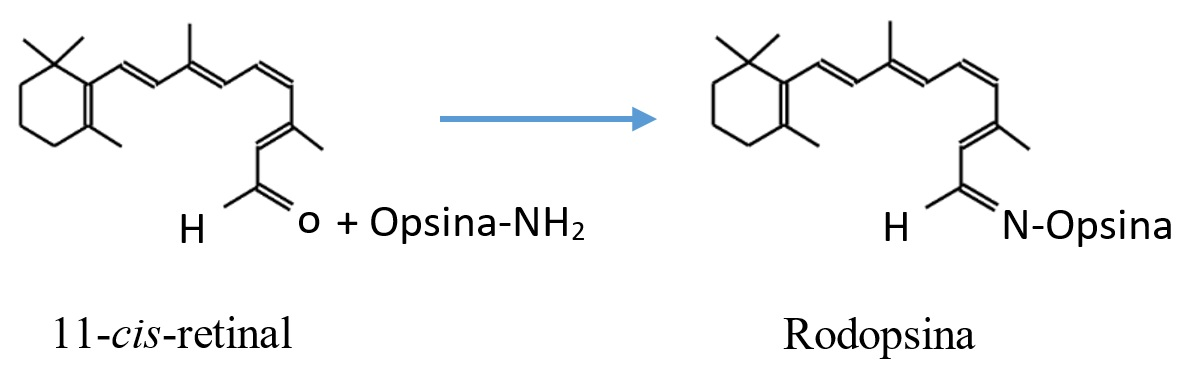
Formació molecular de la rodopsina

Com a resultat que les cèl·lules bastó tenen una sensibilitat màxima a una longitud d'ona de 550 nanòmetres, no poden percebre tots els colors de l'espectre visual. Com que els bastons són insensibles a les longituds d'ona llargues, s'utilitzen llums i lents vermelles com a pràctica comuna per accelerar l'adaptació a la foscor. Perquè aquesta adaptació s'acceleri significativament, l'ideal és que un individu comenci aquesta pràctica 30 minuts abans d'entrar en un espai de luminescència baixa. Aquesta pràctica ens permet mantenir la visió fotòpica (diürna) mentrestant es prepara la visió escotòpica (nocturna). Un cop que l'individu entri en l'entorn fosc, la majoria dels bastons estaran acomodats a la foscor i podran transmetre senyals visuals al cervell sense el període d'acomodació.

### Vitamina A
La vitamina A és necessària per al correcte funcionament de l'ull humà. La rodopsina fotopigmentada que es troba als bastons està composta de retinal, una forma de vitamina A, unida també a una proteïna d'opsina. Després de l'absorció de la llum, la rodopsina es descompon en retinal i opsina a causa del blanqueig. El retinal té dues opcions; recombinar-se amb l'opsina i tornar a formar rodopsina, o convertir-se en retinal lliure.

### Antocianines

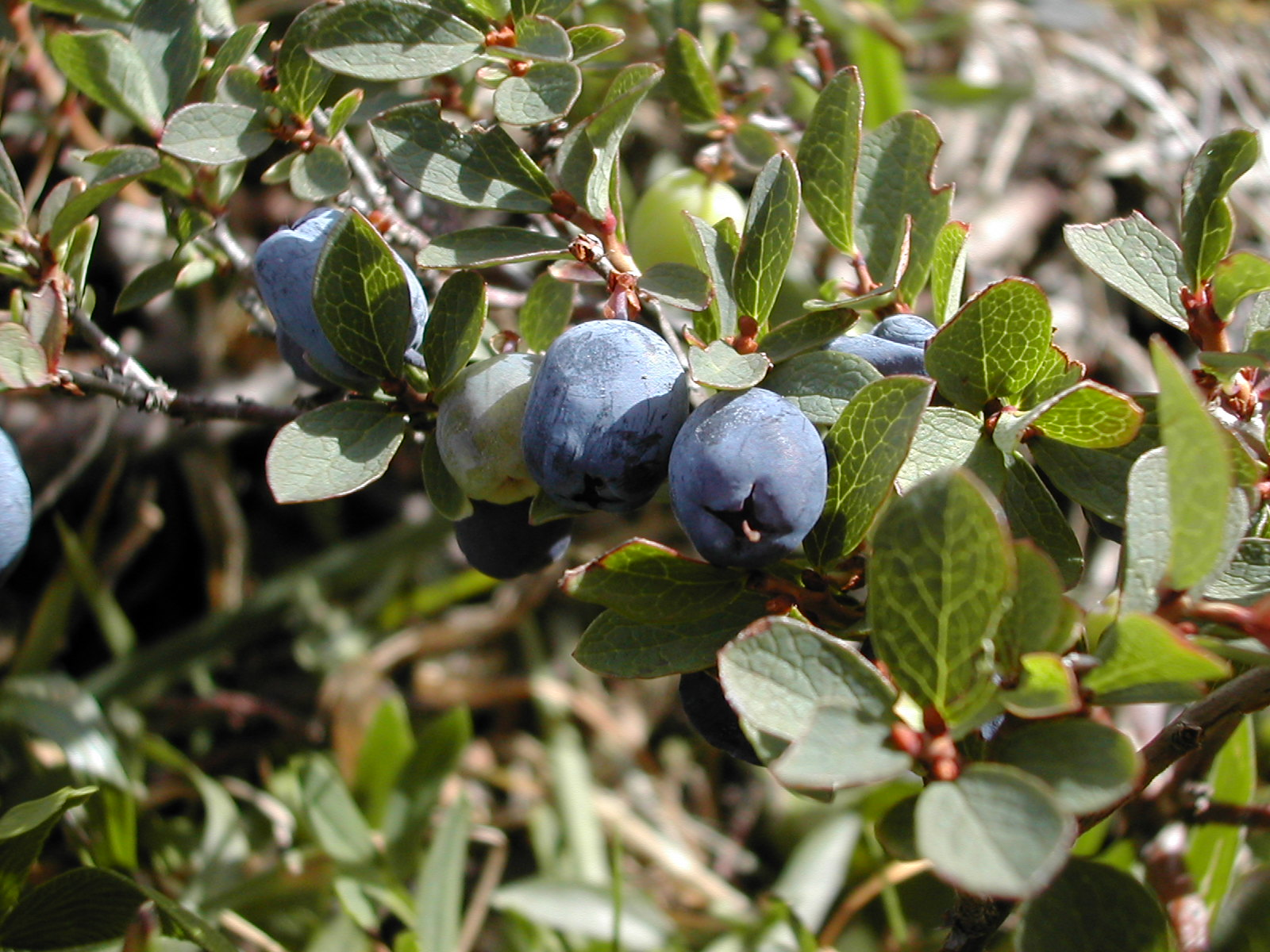
Nabiu, conté grans quantitats d'antocionina.

Les antiocianines constitueixen la majoria dels 4000 fitoquímics flavonoides coneguts. En els humans, les antocianines són eficaces per a una varietat d'afeccions de salut en les quals trobem la discapacitat visual. Les antocianines interactuen freqüentment amb altres fitoquímics per a potenciar els efectes biològics, donant com a resultat una proporció de coloració brillant a flors i plantes que les contenen. A causa d'aquest mecanisme natural, les plantes que contenen antocianines són molt abundants, que converteix a les plantes que les posseeixen una gran font d'aliment.
Es diu que durant la Primera i Segona Guerra Mundial, els aviadors de la Força Aèria Britànica ingerien grans quantitats de conserva de nabiu (que conté antocianina). Consumien aquests aliments perquè contenen antocianines que té beneficis pela vista, inclosa l'adaptació a la foscor accelerada.

## Insuficiència
La insuficiència d'adaptació es presenta amb major freqüència com una adaptació insuficient a l'entorn fosc, el que s'anomena ceguesa nocturna o nictalopia.
La ceguesa nocturna pot ser causada per una sèrie de factors, el més comú és la deficiència de Vitamina A. Si es detecta amb suficient antelació, la nictalopia es pot revertir i es pot recuperar la funció visual; però, la deficiència prolongada de Vitamina A pot acabar provocant una pèrdua permanent de la visió.

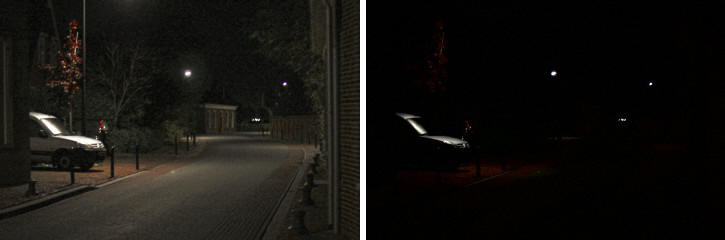
Efecte de la ceguesa nocturna. Esquerra: bona visió nocturna. Dreta: ceguesa nocturna.